# 巴塞尔克勒
巴塞尔克勒（法語：Bassercles，法語發音：[basɛʁkl]）是法国朗德省的一个市镇，属于达克斯区。

## 地理
巴塞尔克勒（43°33'38"N, 0°36'48"W）面积6.59 平方千米，位于法国新阿基坦大区朗德省，该省份为法国西南部沿海省份，是法國本土面积第二大的省，北起吉倫特省，西临大西洋，南至大西洋比利牛斯省，东临热尔省，东北与洛特-加龍省接壤。
与巴塞尔克勒接壤的市镇（或旧市镇、城区）包括：阿尔热洛斯、贝里、卡斯泰尔内、普当、拉贝里、索德纳瓦耶。

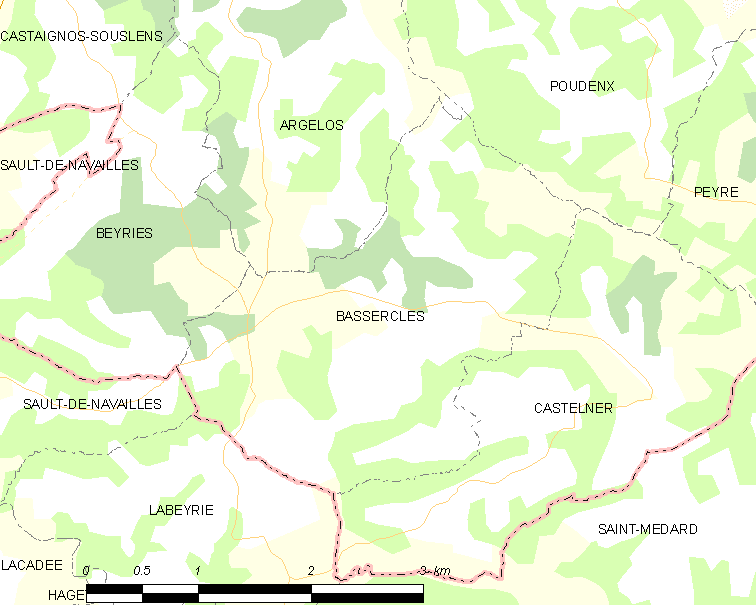
巴塞尔克勒的OSM定位图

巴塞尔克勒的时区为UTC+01:00、UTC+02:00（夏令时）。

## 行政
巴塞尔克勒的邮政编码为40700，INSEE市镇编码为40027。

## 政治
巴塞尔克勒所属的省级选区为沙洛斯山坡县。

## 人口

1962-2008年间巴塞尔克勒人口变化图示

巴塞尔克勒于2022年1月1日时的人口数量为154人。